# God Is a Woman
God Is a Woman – utwór amerykańskiej piosenkarki Ariany Grande, wydany 13 lipca 2018 roku jako drugi singel promujący jej czwarty album studyjny, Sweetener. Autorami tekstu są Grande, Max Martin, Savan Kotecha, Rickard Göransson oraz jego producent, Ilya Salmanzadeh.
„God Is a Woman” zadebiutowało na pozycji jedenastej, natomiast później objęło ono miejsce ósme, stając się tym samym dziesiątym singlem w dorobku muzycznym piosenkarki, który dotarł do pierwszej dziesiątki prestiżowej listy Billboard Hot 100. Owo nagranie osiągnęło również sukces komercyjny, trafiając do pierwszej piątki w Wielkiej Brytanii, Irlandii, Kanadzie, Nowej Zelandii i Australii, czy też do pierwszej dwudziestki w krajach skandynawskich, w tym Danii i Norwegii. Utwór otrzymał także nominację w kategorii Najlepszy występ pop solowy podczas 61. ceremonii wręczenia nagród Grammy.
W Polsce nagranie uzyskało certyfikat dwukrotnie platynowej płyty.

## Historia wydania
| Obszar            | Data               | Format                               | Wytwórnia             | Przypisy |
| ----------------- | ------------------ | ------------------------------------ | --------------------- | -------- |
| Cały świat        | 13 lipca 2018 r.   | digital download, media strumieniowe | Republic Records      | [ 2 ]    |
| Włochy            | 13 lipca 2018 r.   | contemporary hit radio               | Universal Music Group | [ 3 ]    |
| Wielka Brytania   | 13 lipca 2018 r.   | contemporary hit radio               | Island Records        | [ 4 ]    |
| Stany Zjednoczone | 24 lipca 2018 r.   | contemporary hit radio               | Republic Records      | [ 5 ]    |
| Stany Zjednoczone | 7 sierpnia 2018 r. | rhythmic contemporary radio          | Republic Records      | [ 6 ]    |